# Wyspy Dziewicze Stanów Zjednoczonych
Wyspy Dziewicze Stanów Zjednoczonych (United States Virgin Islands) – terytorium zależne Stanów Zjednoczonych w Ameryce Środkowej, w basenie Morza Karaibskiego, obejmujące 3 duże wyspy wulkaniczne i kilkadziesiąt mniejszych wysepek koralowych w południowej części archipelagu Wysp Dziewiczych. Największe wyspy to: Saint Croix – 214,7 km², Saint Thomas – 80,9 km² i Saint John – 50,8 km².
Powierzchnia terytorium wynosi 346,4 km², zamieszkuje je 108 612 osób według spisu powszechnego z 2000. Stolicą terytorium jest jego największy port morski Charlotte Amalie – 12 tys. mieszk. (1990) – na wyspie Saint Thomas. 
Na Wyspach, w przeciwieństwie do USA, ale podobnie jak na sąsiednich wyspach, obowiązuje lewostronny ruch pojazdów. Jednak większość samochodów pochodzi z kontynentu i ma kierownicę z lewej strony.

## Historia
Wyspy zostały odkryte w 1493 przez Kolumba. Osiedlili się tam koloniści holenderscy oraz angielscy piraci. Skład etniczny zmienił się na skutek sprowadzania na wyspy afrykańskich niewolników. W 1672 nastąpił podział Wysp Dziewiczych na brytyjskie i duńskie. Jako pierwsza przez Duńską Kompanię Zachodnioindyjską została skolonizowana wyspa Saint Thomas, później Saint John. Następnie przejęła ona Saint Croix, będącą przedtem posiadłością francuską. W 1754 Duńskie Wyspy Dziewicze zostały kolonią koronną. W 1917 zostały wykupione za 25 mln dolarów przez Stany Zjednoczone, z przeznaczeniem na bazę strategiczną (w 1916 roku na tę transakcję zgodzili się Duńczycy w referendum). Od roku 1954 mają wewnętrzną autonomię, a od 1970 same wybierają gubernatora.

## Geografia
Archipelag wysp należy do śródziemnomorza amerykańskiego i leży w tak zwanym antylskim łuku wulkanicznym. Zbudowane ze sfałdowanych w orogenezie alpejskiej skał pochodzenia wulkanicznego, wyspy cechują się występowaniem wzniesień o przeciętnych wysokościach 300 m n.p.m. Wyspy Dziewicze USA leżą w strefie klimatu równikowego i są nawiedzane przez huragany. Na wyspach rosną wiecznie zielone lasy podzwrotnikowe. Fauna należy do antylskiej krainy neotropikalnej.

## Demografia
76% mieszkańców stanowią osoby czarnoskóre, 15,6% biali, osoby o mieszanej etniczności stanowią 2,1%, Azjaci 1,4% a pozostali 4,9%. 17,4% populacji identyfikuje się jako Latynosi. Ludność latynoska w większości składa się z Portorykańczyków (Boricua) którzy stanowią 10,3% a w 5,4% z Dominikańczyków.

## Gospodarka
Gospodarka wysp opiera się na turystyce, handlu oraz produkcji rumu. Jednym z głównych zajęć miejscowej ludności jest obsługa turystów, których rocznie przybywa tu średnio 2,5 – 3,0 mln, przy czym są to głównie pasażerowie statków wycieczkowych. Z powodu słabo rozwiniętego rolnictwa, większość produktów spożywczych jest importowana. Na wyspach uprawia się głównie warzywa, owoce oraz sorgo. Przemysł opiera się na destylacji rumu, budownictwie, farmaceutyce oraz branży elektronicznej.
W 2017 roku infrastrukturę wysp poważnie uszkodził huragan Irma, a dwa tygodnie później huragan Maria. Władze oszacowały, że koszt odbudowy wysp wyniesie około 7,5 mld $, co jest niemalże dwukrotnością rocznego PKB tego terytorium.

## Religia
Struktura religijna kraju w 2015 roku, według The Association of Religion Data Archives:
- protestanci – 47,9% (lub 65,5% w 2010[7]):
  - anglikanie – 13,6%,
  - zielonoświątkowcy – 10,3%,
  - pozostali – 24% (głównie: adwentyści dnia siódmego, baptyści, metodyści, bracia morawscy i luteranie[8]),
- katolicy – 28,5%,
- niezidentyfikowani – 12,7%,
- pozostali chrześcijanie – 4,9%:
  - świadkowie Jehowy – 0,6%,
  - mormoni – 0,5%[9],
- bez religii – 4%,
- bahaiści – 0,6%,
- prawosławni – 0,5%,
- hinduiści – 0,4%,
- żydzi – 0,3%,
- muzułmanie – 0,1%.